# 平本彰
平本Akira（日語：平本アキラ，1976年—），又譯平本彰，日本的男性漫畫家，出身於沖繩縣。代表作為搞笑漫畫《沒下巴的阿健與我》。

## 簡歷
1995年以《我對你朋友有意見》（その友達に疑問あり）在週刊Young Magazine（講談社）出道（當時用的名字為「平本明」），2013年、「監獄學園」得到講談社漫畫賞。

## 作品
- 我對你朋友有意見（週刊Young Magazine、講談社、1995年）
- 沒下巴的阿健與我（日语：アゴなしゲンとオレ物語）（週刊Young Magazine、講談社、1998 - 2009年、全32巻）
- 我和惡魔的藍調（日语：俺と悪魔のブルーズ）（月刊Afternoon、講談社、2004 - 2008年、既刊5巻）連載途中不定時休刊、『月刊Afternoon』2008年4月號揭載連載中止、（台灣東販代理）。
- 我的溫泉街物語（日语：やりすぎコンパニオンとアタシ物語）（週刊Young Magazine、講談社、2007- 2008年、全1巻）
- 幼形成熟女ヒルダ（ネメシス、講談社、2011年、No.6）
- 監獄學園（週刊Young Magazine、講談社、2011年10號 - 2018年4、5合併號、全28巻）、（台灣東販代理）
  - アニメ監獄学園を創った男たち（講談社、2016年、全1巻）原作担当。作画はハナムラ。
- RaW HERO 新手英雄（日语：RaW HERO）（『イブニング』、講談社、2018 - 2020年、全6巻）、（東立代理）
- 兩人的切換開關（ふたりスイッチ）（『月刊少年マガジン』、講談社、2022 - 2023年、既刊4巻）、（東立代理）
- 彈珠女孩（スーパーボールガールズ）（原作：金城宗幸、『ビッグコミックスペリオール』、小学館、2022年 - 連載中、既刊5巻）、（台灣東販代理）

## 備註及來源
1. ↑  臺灣東販作者簡介 的存檔，存档日期2013-10-24.